# Buch (Musical)
Unter Buch versteht man die Handlungskonstruktion eines Musicals, die oft andere Urheber hat als der gesungene Text.

## Definition
Bei der Verantwortlichkeit für die Textgrundlage von Musicals wird in der Regel zwischen Buch (book) und Gesangstexten (lyrics) unterschieden. Meist stammt beides von verschiedenen Autoren.
Ein Buch in diesem Sinne ist das Drama, also ein dialogisch gestalteter Theatertext, der einen inneren Zusammenhang und eine Entwicklung haben sollte.
Während das Verfassen des Buchs dramaturgische Fähigkeiten voraussetzt (zu spannenden und abwechslungsreichen Personenkonstellationen und Handlungskonstruktionen), erfordern die gereimten Gesangstexte vor allem das Talent zur treffenden, witzigen Formulierung und zur atmosphärisch-dichten Wiedergabe von Stimmungen.

## Geschichte
Diese Arbeitsteilung war nicht neu im 20. Jahrhundert. Sie stammt vom kommerziellen französischen Theater des 19. Jahrhunderts her (siehe etwa Eugène Scribe).
Ein roter Faden war bei den älteren Revuen, etwa den Ziegfeld Follies, nicht unbedingt gegeben, da dort Witze oder Sketches die Musiknummern lose verbinden konnten. Eine ähnlich lockere Reihung unterschiedlicher „Nummern“ waren das US-Vaudeville und die Burlesque, die als Vergnügungen für die niederen sozialen Schichten galten. Mit den Gattungen Musical Comedy und Musical Play setzte um etwa 1930 eine Reform der „gehobenen“ Broadway-Theaterunterhaltung ein.
In der Frühzeit des Book-Musical lag das Buch von Beginn an vor, die Gesangsnummern wurden jedoch noch während der Proben ergänzt, ausgewechselt und stark verändert. Die Zweitverwertung der Songs unabhängig vom Theaterstück hatte eine erhebliche Bedeutung (vgl. Tin Pan Alley). Der Textautor war also stärker in die Proben einbezogen als der Buchautor, der eine Vorlage lieferte. Während das Verfassen des Buchs dramaturgische Fähigkeiten voraussetzt (zu spannenden und abwechslungsreichen Personenkonstellationen und Handlungskonstruktionen), erfordern die gereimten Gesangstexte vor allem das Talent zur treffenden, witzigen Formulierung und zur atmosphärisch-dichten Wiedergabe von Stimmungen.
Buchautoren von Musicals waren oft zugleich Drehbuchautoren von Filmen wie Ben Hecht. Das Aufkommen des Tonfilms seit etwa 1928 beeinflusste somit auch die Theaterproduktionen. Wenige Schriftsteller wie Oscar Hammerstein oder Alan J. Lerner konnten Buch und Gesangstexte gleichzeitig übernehmen. Cole Porter schrieb sowohl die Gesangstexte als auch die Musik zu seinen Musicals, jedoch nicht die Bücher. Auch Stephen Sondheim hat das „Buch“ anderen Autoren wie Arthur Laurents überlassen, aber zu manchen Musicals Gesangstexte und Musik verfasst.
Wenn es keine Trennung zwischen gesprochenem Prosa-Dialog und lyrischem Gesangstext gibt wie bei den durchkomponierten Musicals der 1980er-Jahre (z. B. Les Misérables), ist eine Unterscheidung zwischen Buch und Texten schwer möglich. In diesen Fällen spricht man wie bei der Oper von einem Libretto.

## Weblink
- Elements of a Musical: The Book auf Musicals101.com (englisch)